# 24 heures
24 heures («24 Stunden») ist die auflagenstärkste französischsprachige Schweizer Tageszeitung.

## Geschichte
Die Vorgängerzeitung Annonces et avis divers wurde von David Duret gegründet und erschien erstmals am 29. Juni 1762 als Wochenblatt (dienstags) mit vier Seiten. Sie wurde mehrmals umbenannt, zunächst in Feuille périodique, dann Feuille d’avis und schliesslich 1799 in Feuille d’avis de Lausanne.
1803 ging die Zeitung an den Sohn des Gründers, Daniel Duret, über und wurde 1817 von Daniel-Louis Lacombe übernommen, der sie 1833 seinerseits Jean-Ulrich-Martin Allenspach abtrat. Unter dessen Leitung weitete sich die Erscheinungsweise 1851 zu zweimal wöchentlich (dienstags und donnerstags) aus, ab 1863 erschien sie dreimal wöchentlich (dienstags, donnerstags und samstags). 1872 erschien sie schliesslich werktäglich. Jean, später sein Sohn Paul Allenspach, führten die Zeitung bis 1907, als die Herausgeber-Aktiengesellschaft Société de la Feuille d’avis de Lausanne et des Imprimeries réunies gegründet wurde. Marc Lamunière übernahm die Leitung der Zeitung 1952 von seinem Vater Jacques und betraute Marcel Pasche mit der Neugestaltung der Tageszeitung. Am 10. April 1972 wurde sie erneut umbenannt und erhielt den heutigen Namen 24 heures. 1982 ging die Zeitung in den Besitz der von Marc Lamunière gegründeten Edipresse über.
2010/2011 trat Edipresse ihre Schweizer Medienaktivitäten, gebündelt in der Presse Publications SR SA, schrittweise an den Deutschschweizer Medienkonzern Tamedia ab.
Seit 2005 erscheint 24 heures in vier Regionalausgaben. Sie hat wie alle Schweizer Kaufzeitungen seit einigen Jahren mit einem kontinuierlichen Rückgang der Auflage zu kämpfen. Zu Beginn des 20. Jahrhunderts betrug die Auflage rund 26'000 und nahm dann bis in die Mitte der 2000er Jahre bis auf 95'000 Exemplare zu, um dann bis 2018 auf 50'445 (Vj. 55'049) Exemplare zu sinken.
Seit dem 1. Januar 2018 erstellen nur noch je eine französisch- und eine deutschsprachige Tamedia-Redaktion den internationalen/nationalen Mantel (Inland, Ausland, Wirtschaft und Sport) für die 12 bezahlten Tages- und 2 Sonntagszeitungen der Tamedia. Chefin der französischsprachigen Mantelredaktion ist Ariane Dayer (sie bleibt zudem Chefredaktorin von Le Matin Dimanche). Chefredaktorin von 24 heures ist seit Anfang 2018 neu Claude Ansermoz, er folgte auf Thierry Meyer. Bei 20 minutes / Le Matin wird neu der gemeinsame Newsexpress angesiedelt, der alle Newsportale von Tamedia mit Breaking News, kurzen Agentur-Meldungen, Bildstrecken sowie Live-Tickern versorgt.

## Historisches Archiv
In Zusammenarbeit mit der Schweizer Nationalbibliothek, der Bibliothèque cantonale et universitaire Lausanne sowie Tamedia und unterstützt vom Service des affaires culturelles der Archives cantonales und den Archives de la ville de Lausanne wurden die gesamten Ausgaben von 1762 bis 2001 des Feuille d’avis de Lausanne und von 24 heures digitalisiert und werden der Öffentlichkeit gratis online zur Verfügung gestellt. Für die Zeitspanne von 1762 bis 1810 bestehen noch einige Lücken. Die Sammlung befindet sich auf der Plattform Scriptorium der Bibliothèque cantonale et universitaire Lausanne.